# Institutul Astronomic al Academiei Române
Institutul Astronomic al Academiei Române a fost înființat în 1990 prin unirea a trei observatoare astronomice, cele din orașele București, Cluj-Napoca și Timișoara.

## Conducători ai observatorului
- 1908 - 1938 - Nicolae Coculescu, fоndator al Observatorului din București
- 1938 - 1943 - Constantin C. Popovici
- 1943 - 1963 - Gheorghe Demetrescu a participat la instalarea marelui ecuatorial fotografic și ale lunetei meridiane ale Observatorului Astronomic din București, iar apoi a pus bazele Observatorului din Cluj.
- 1963 - 1977 - Constantin Drâmbă

## Observatorul Astronomic din satul General Berthelot din județul Hunedoara
În noiembrie 2018, și-a început activitatea Observatorul Astronomic construit în zona protejată, care aparține Academiei Române, din satul General Berthelot, din județul Hunedoara. Este operat de la distanță, din București.
Observatorul este implicat în activități de urmărire și supraveghere a obiectelor din apropierea Pământului, în cadrul programului UE-SST al Comisiei Europene.